# Động Hoa Lư
Động Hoa Lư là động ở xã Gia Hưng thuộc tỉnh Ninh Bình, Việt Nam.
Động Hoa Lư còn có tên là thung Lau. Động được công nhận là di tích lịch sử văn hóa cấp quốc gia tại quyết định số 51/VH-QD (Nay là Bộ Văn hóa, Thể thao và Du lịch) ngày 1 tháng 12 năm 1996.

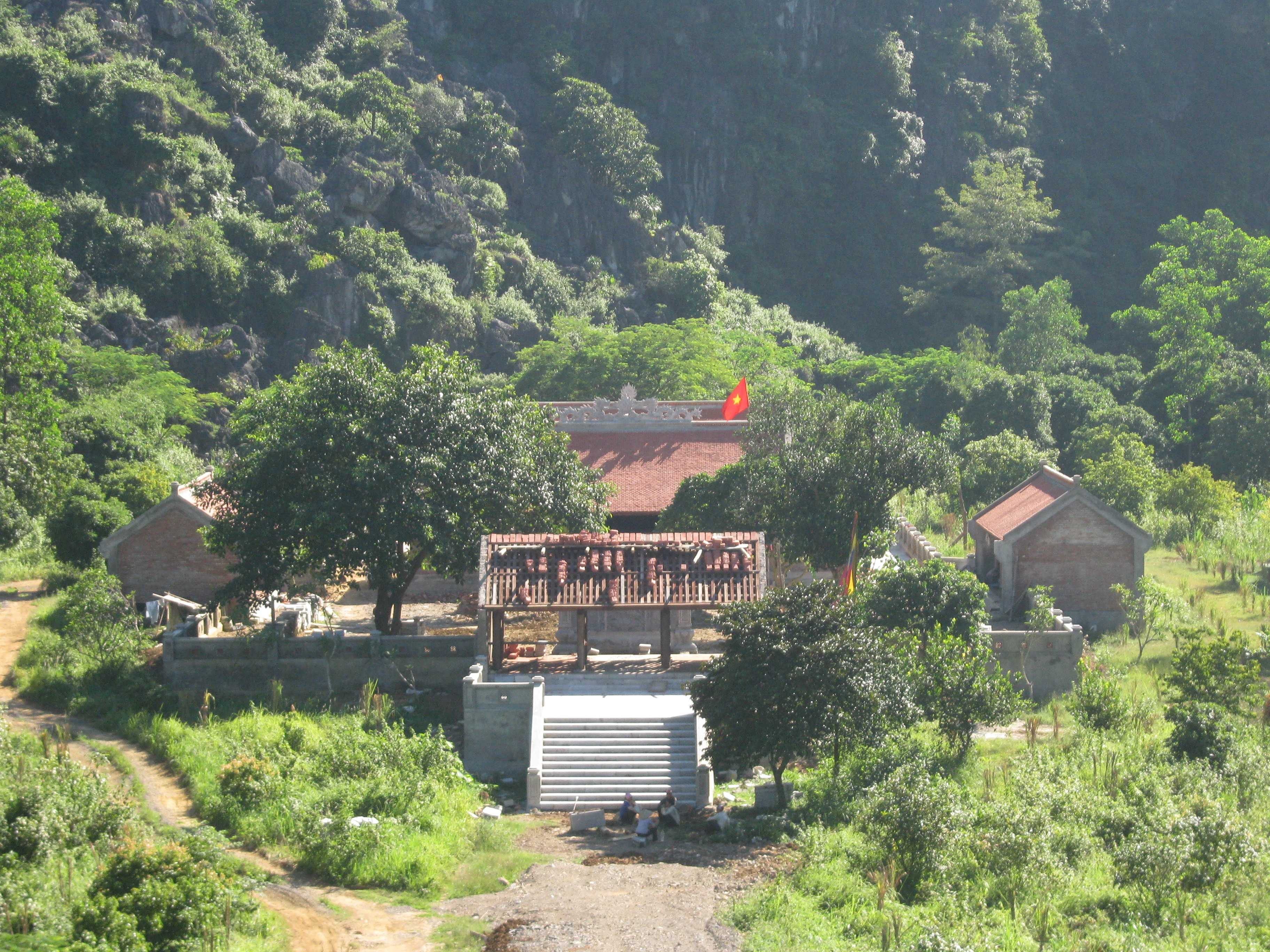
Động Hoa Lư nhìn từ đỉnh lối vào

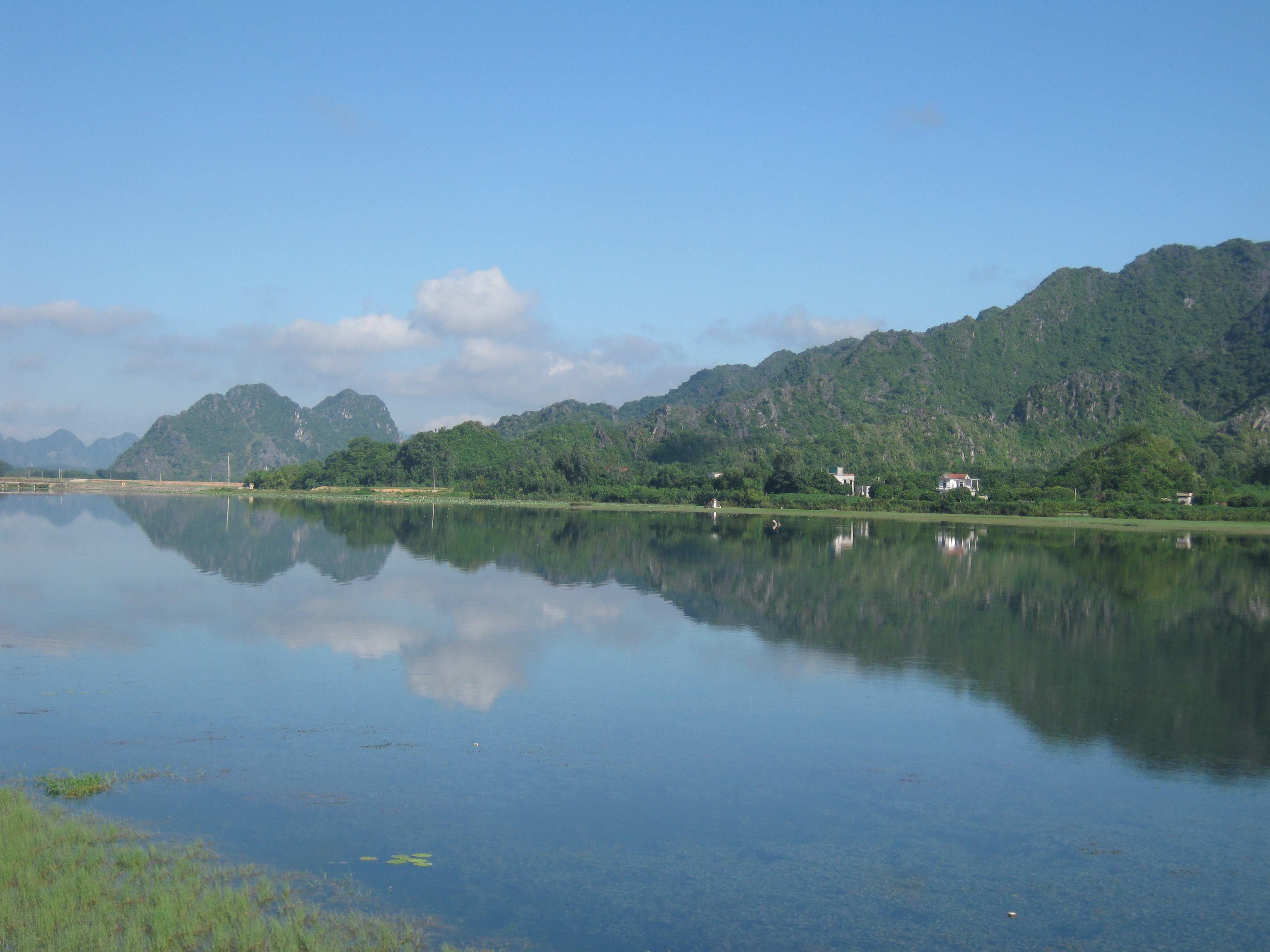
Phong cảnh đầm Cút ở bên ngoài động Hoa Lư

Trong lịch sử động Hoa Lư là căn cứ đầu tiên của sứ quân Đinh Bộ Lĩnh đối với sự nghiệp thống nhất giang sơn thế kỷ X. Động nằm cách Cố đô Hoa Lư khoảng 15 km và cách thành phố Hoa Lư 20 km đường bộ về phía Bắc.
Động được hiểu là một địa danh hoặc vùng đất, di tích này là một thung lũng rộng khoảng 16 mẫu nằm lộ thiên được bao bọc bởi các ngọn núi vòng cung. Bốn bề động Hoa Lư được núi đá bao quanh vô cùng kiên cố, chỉ có một lối vào duy nhất là một quèn nhỏ cao khoảng 30 m. Bao bên ngoài động là đầm Cút, dài khoảng 3 km rộng 500m, như con hào thiên nhiên chắn giữ. Từ đây có thể tiến ra sông Đáy.

## Lịch sử

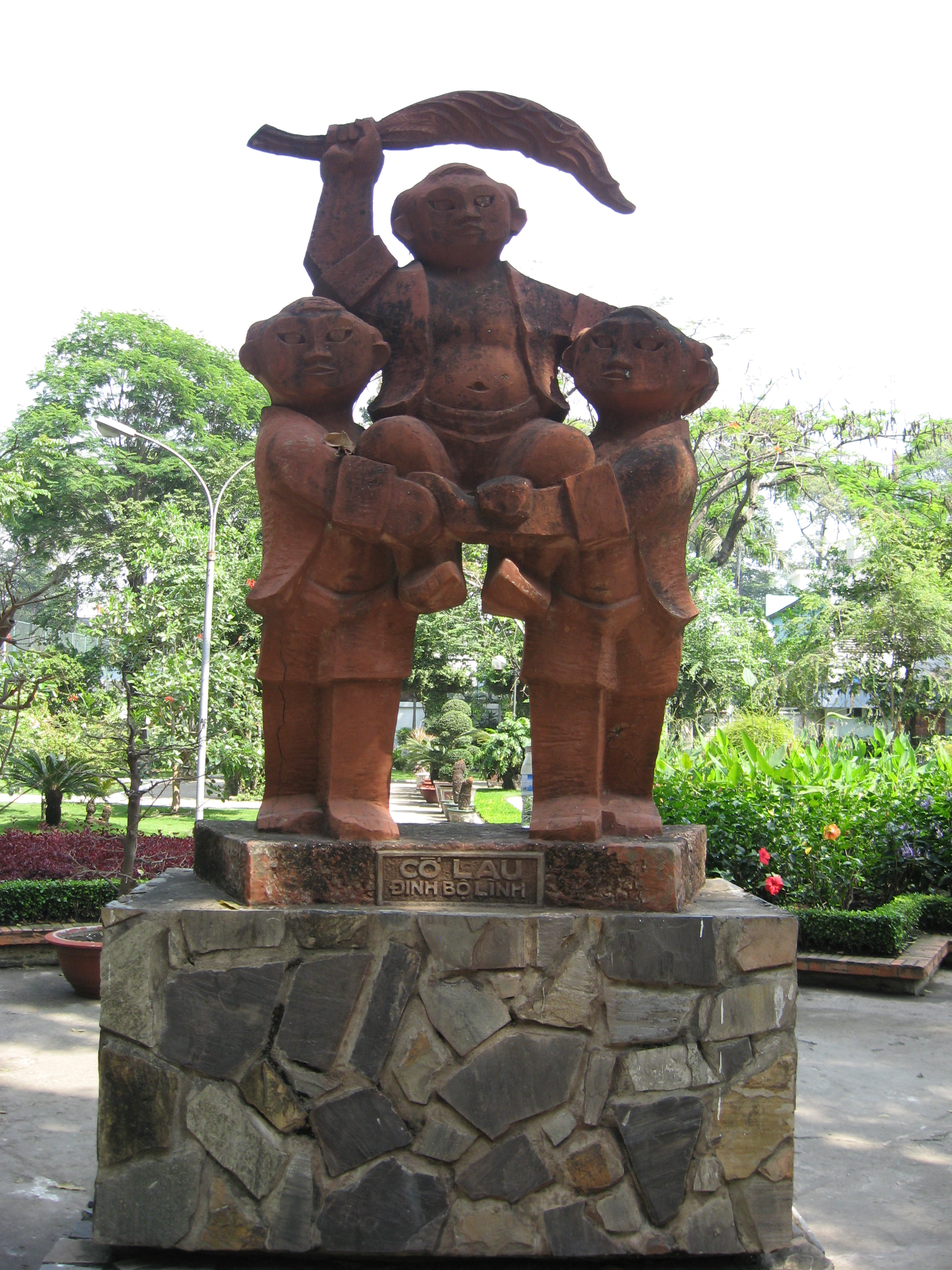
Tượng đài cờ lau Đinh Bộ Lĩnh

Đại Việt sử ký toàn thư chép động Hoa Lư là nơi sinh của vua Đinh Tiên Hoàng, các nhà nghiên cứu cho biết động Hoa Lư xưa bao gồm cả vùng đất quê cha Đinh Bộ Lĩnh ở làng Đại Hữu, châu Đại Hoàng, nay là xã Gia Phương, Gia Viễn, Ninh Bình và khu căn cứ quân sự động Hoa Lư hiện nay ở xã Gia Hưng, Gia Viễn. Trong dân gian vẫn lưu truyền câu ca:
"Đại Hữu sinh vương - Điềm Dương sinh thánh"
(Làng Đại Hữu sinh vua Đinh Tiên Hoàng - Làng Điềm Dương sinh thánh Nguyễn Minh Không).
Cha mất sớm, Đinh Bộ Lĩnh cùng mẹ về ở cạnh đền sơn thần, nay là đền Long Viên (vườn rồng) thôn Mỹ Hạ, xã Gia Thủy, Nho Quan, Ninh Bình, Nơi đây chính là quê mẹ ông. Hàng ngày Đinh Bộ Lĩnh đi chăn trâu cắt cỏ cho chú là Đinh Thúc Dự. Tương truyền Đinh Bộ Lĩnh chăn trâu ở cánh đồng Rộc Xéo, tập trận cờ lau ở động Hoa Lư (thung Lau), thung Lá, thung Lụi. Tất cả các vùng này ở hai bên tả ngạn và hữu ngạn sông Bôi thuộc xã Gia Thủy, Nho Quan và xã Gia Hưng, Gia Viễn, Ninh Bình. Vì các địa danh trên rất gần động Hoa Lư Gia Viễn nên hầu hết các sách sử khẳng định ông sinh ra ở động Hoa Lư.

## Đền vua Đinh, thánh Nguyễn

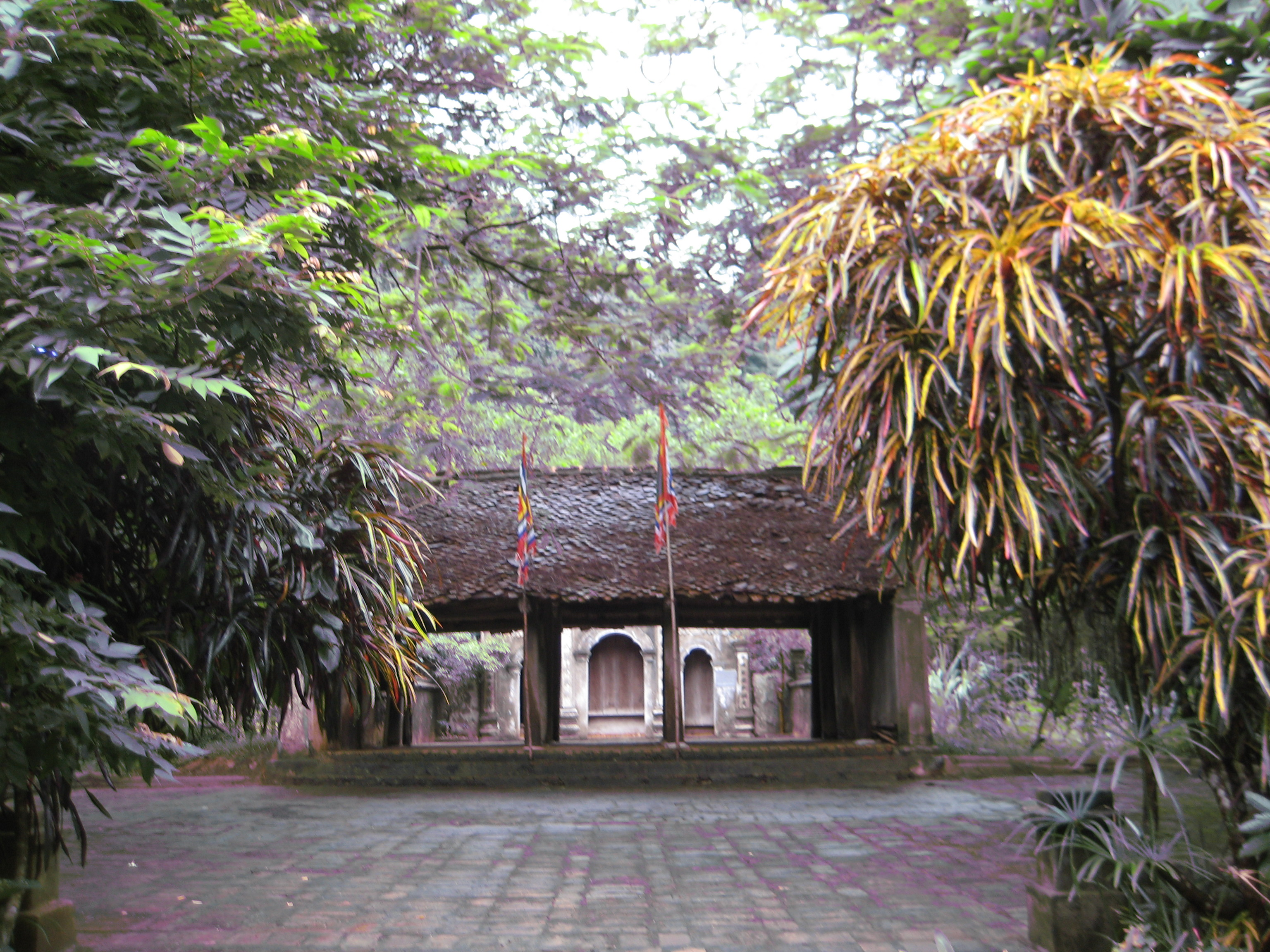
Ngôi đền cổ thờ Vua Đinh Tiên Hoàng

## Ảnh

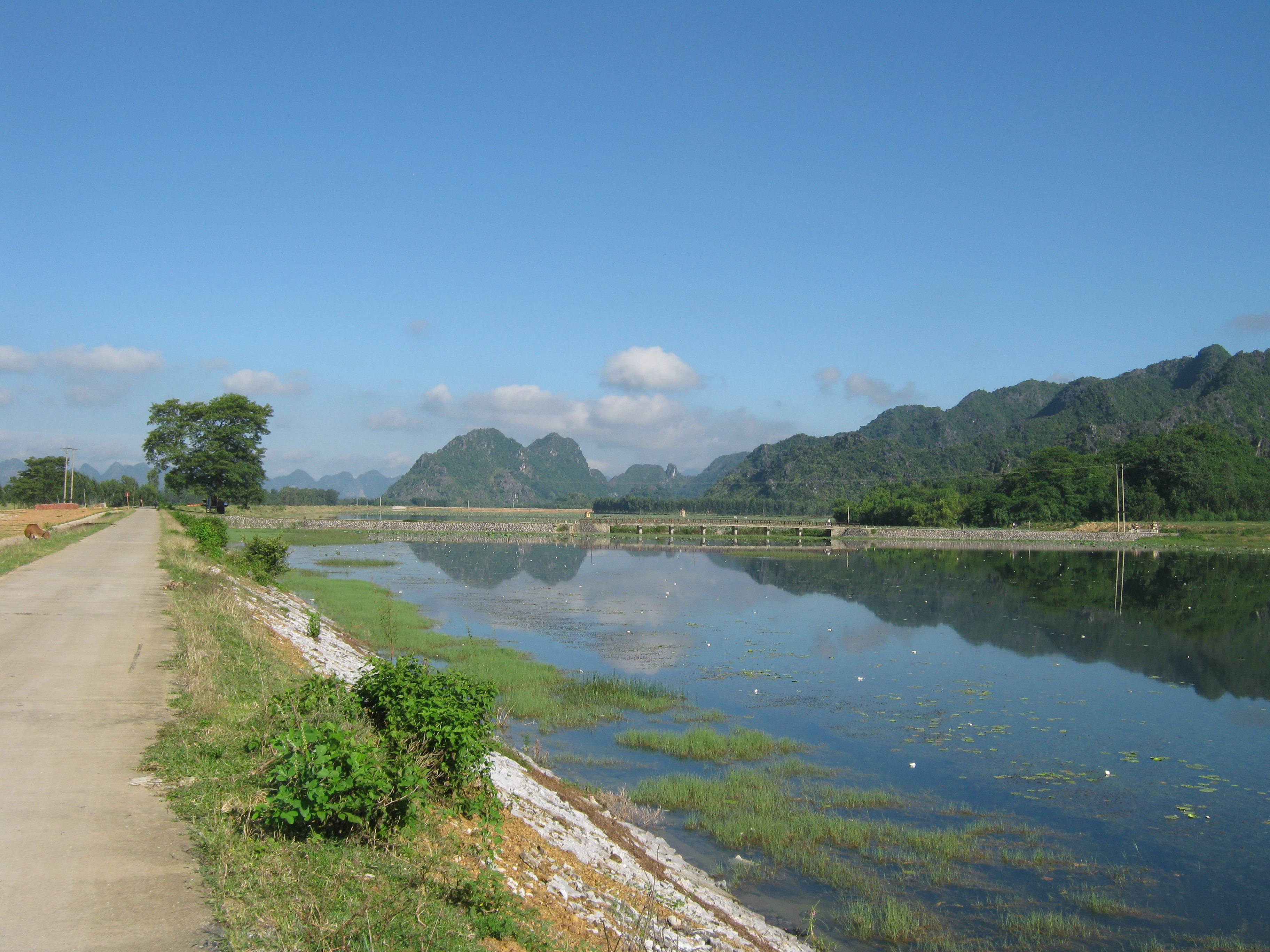
đê đầm Cút
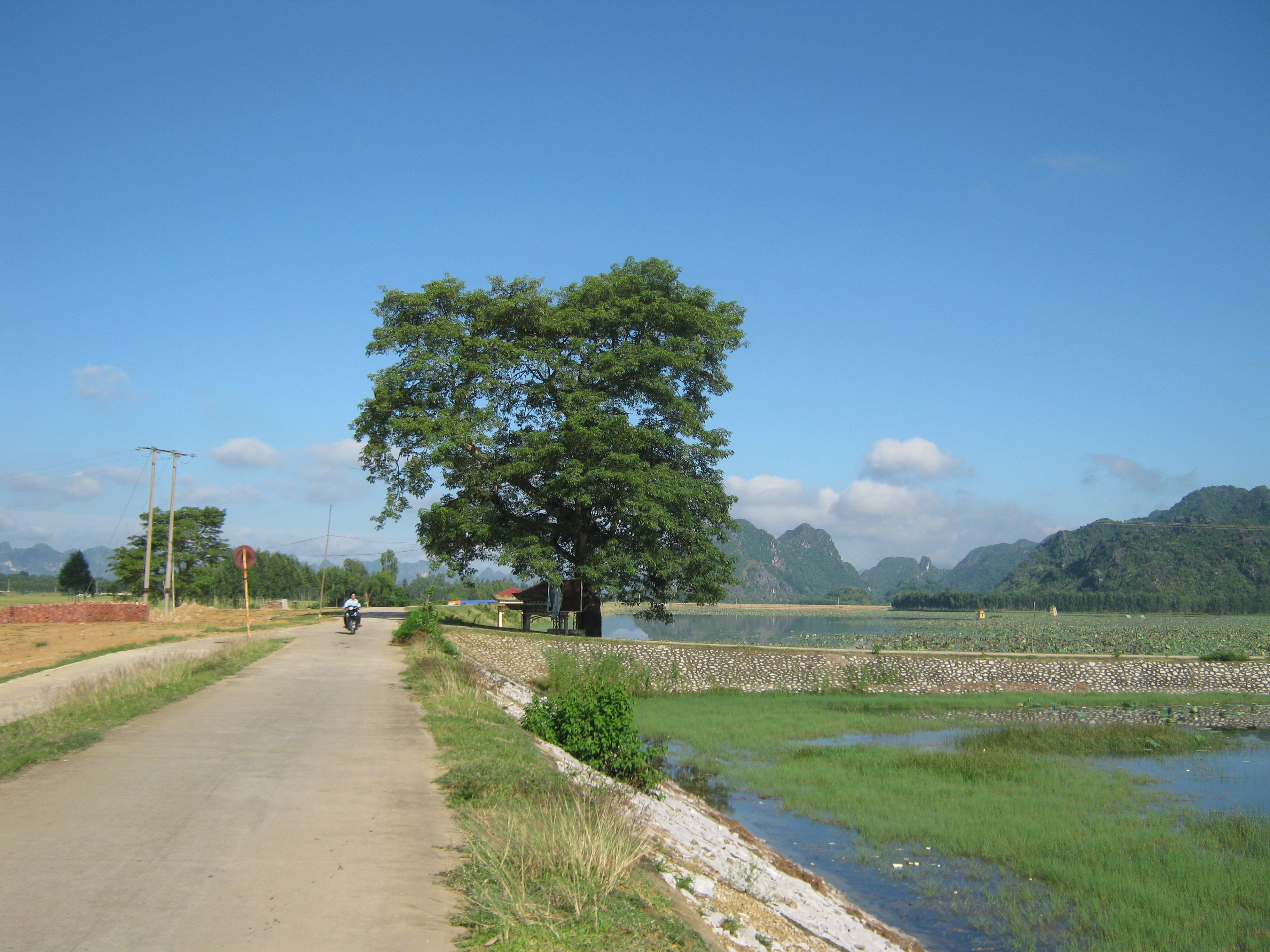
cây Hoa Gạo lối vào Thung Lá
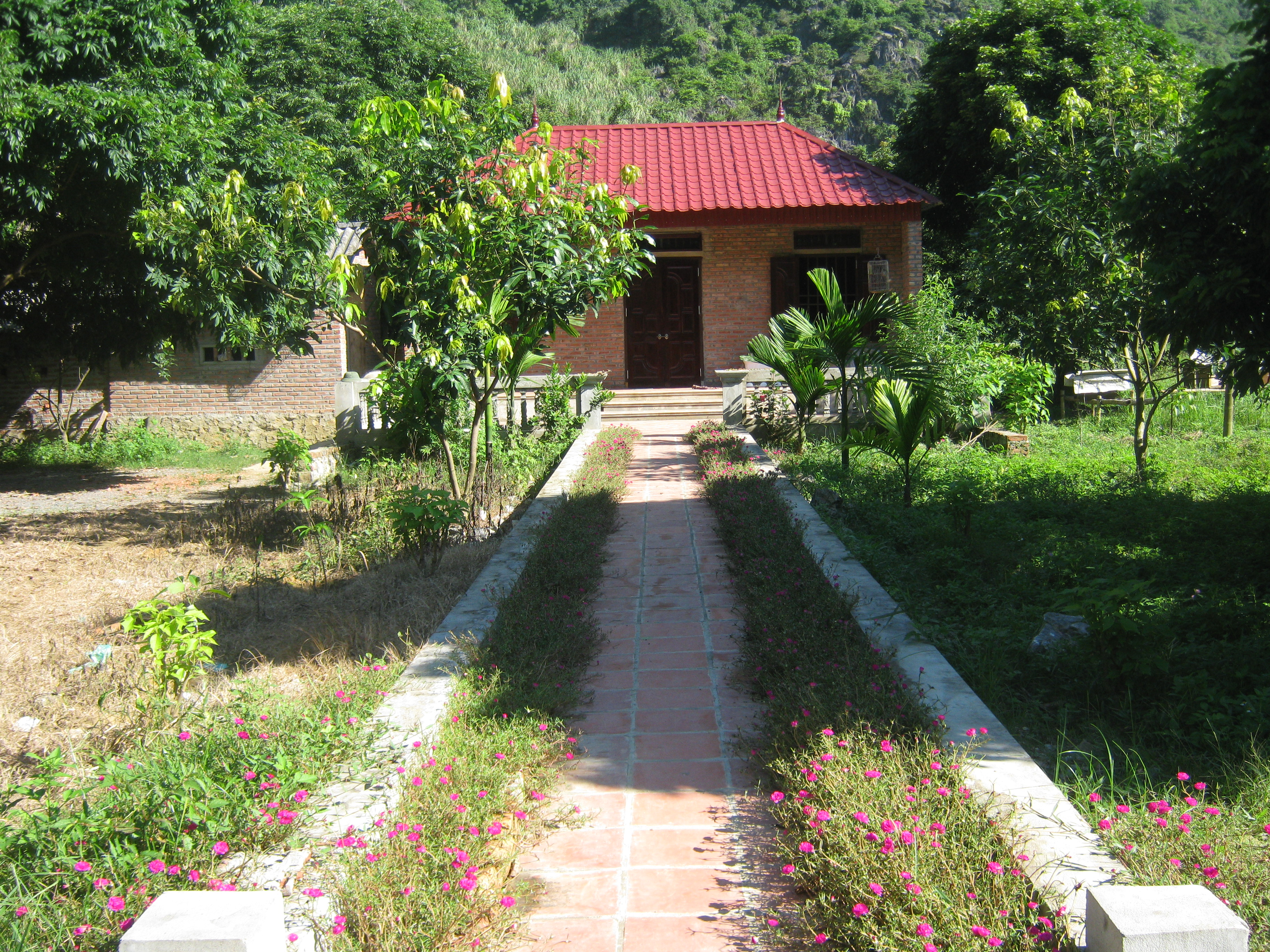
nhà gác
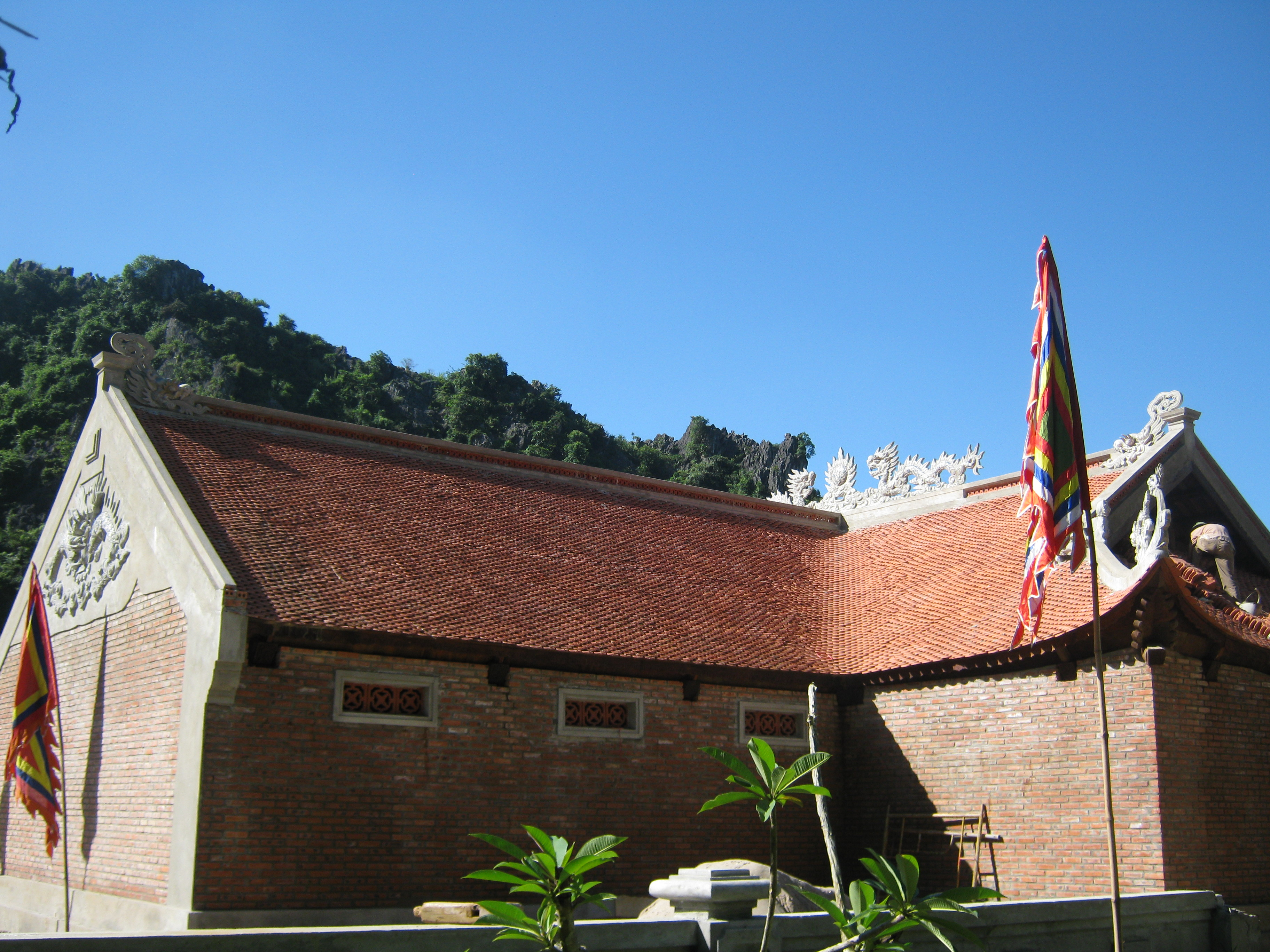
Hậu cung
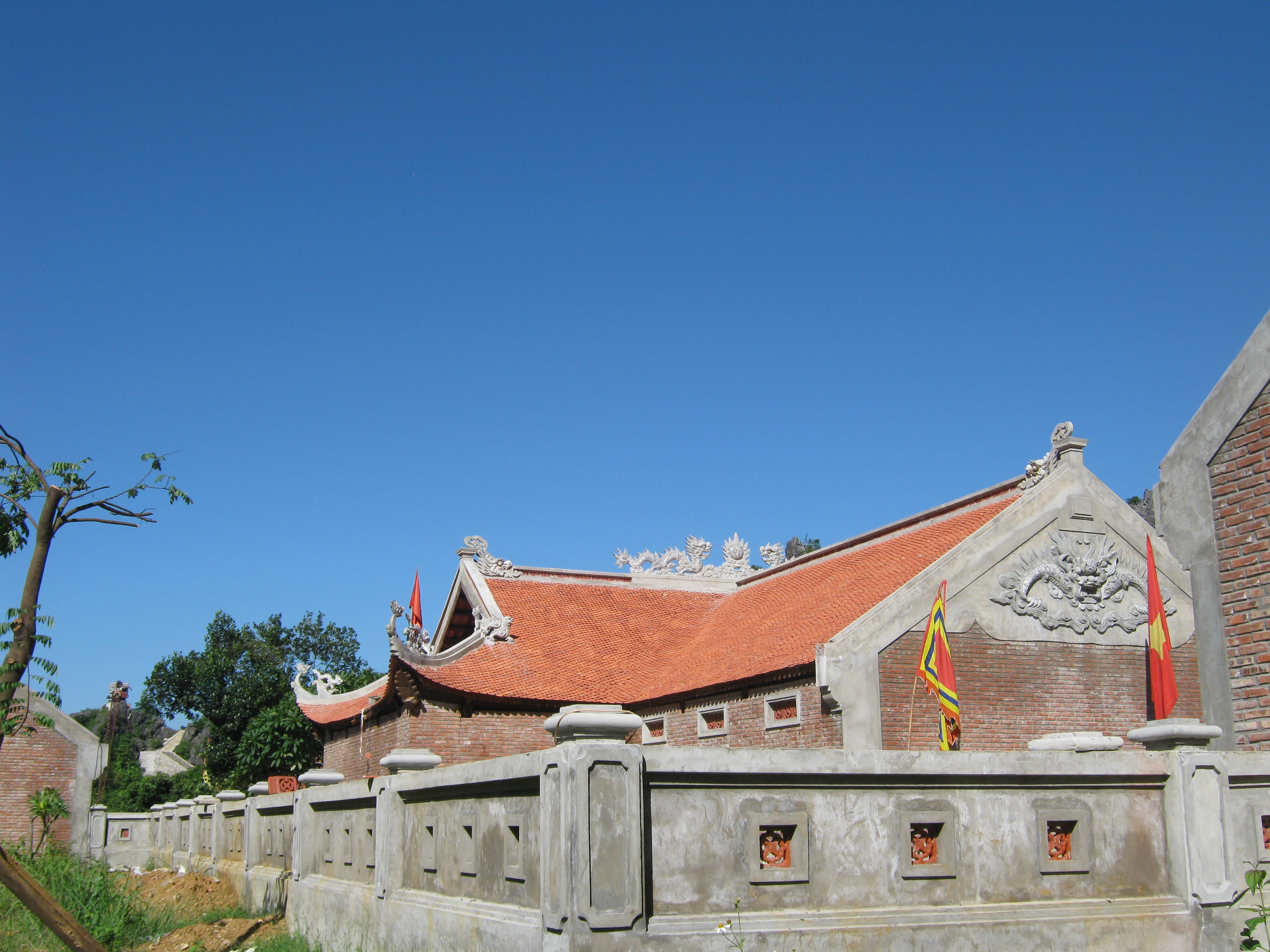
Hậu cung
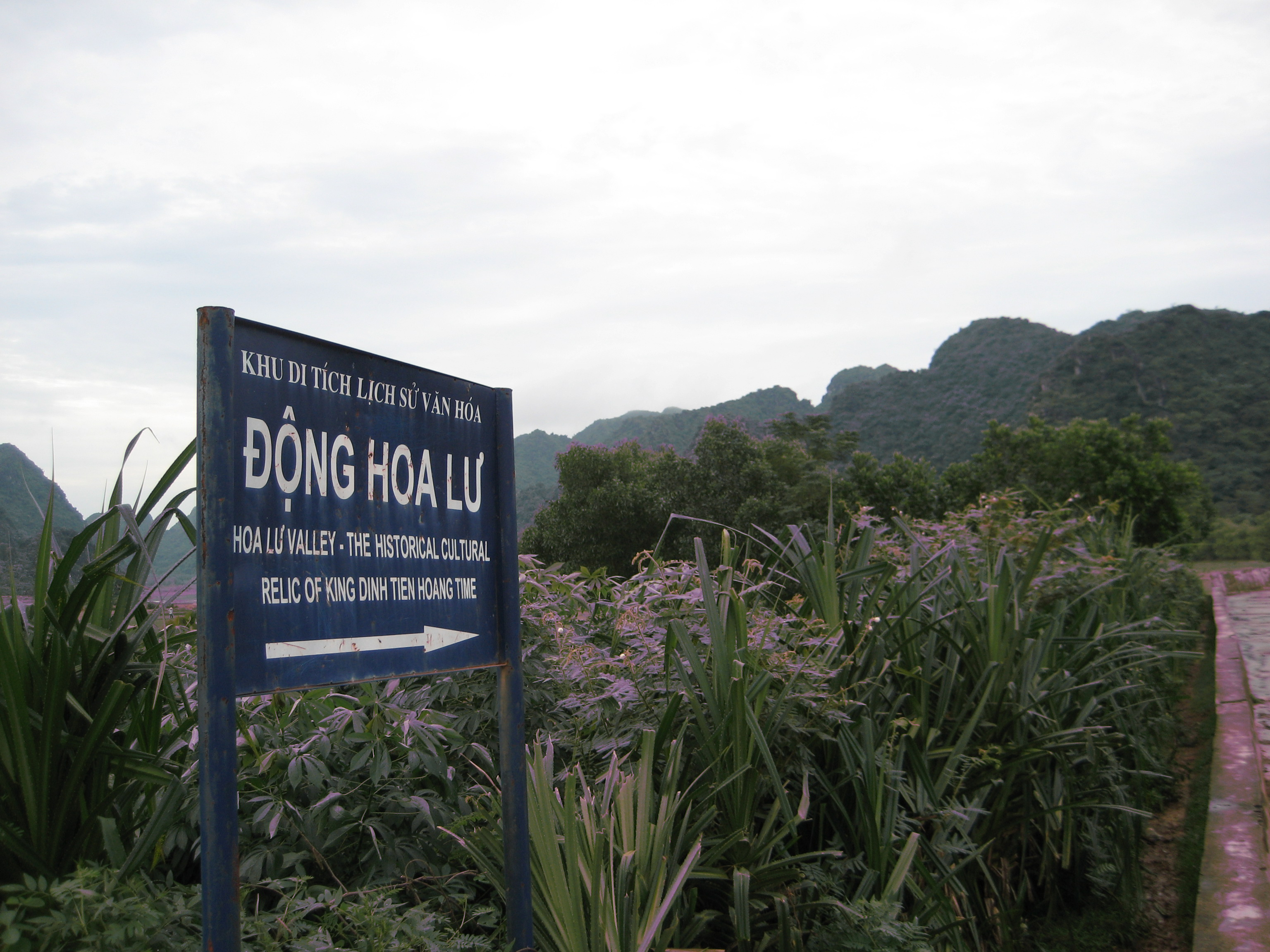
biển chỉ dẫn
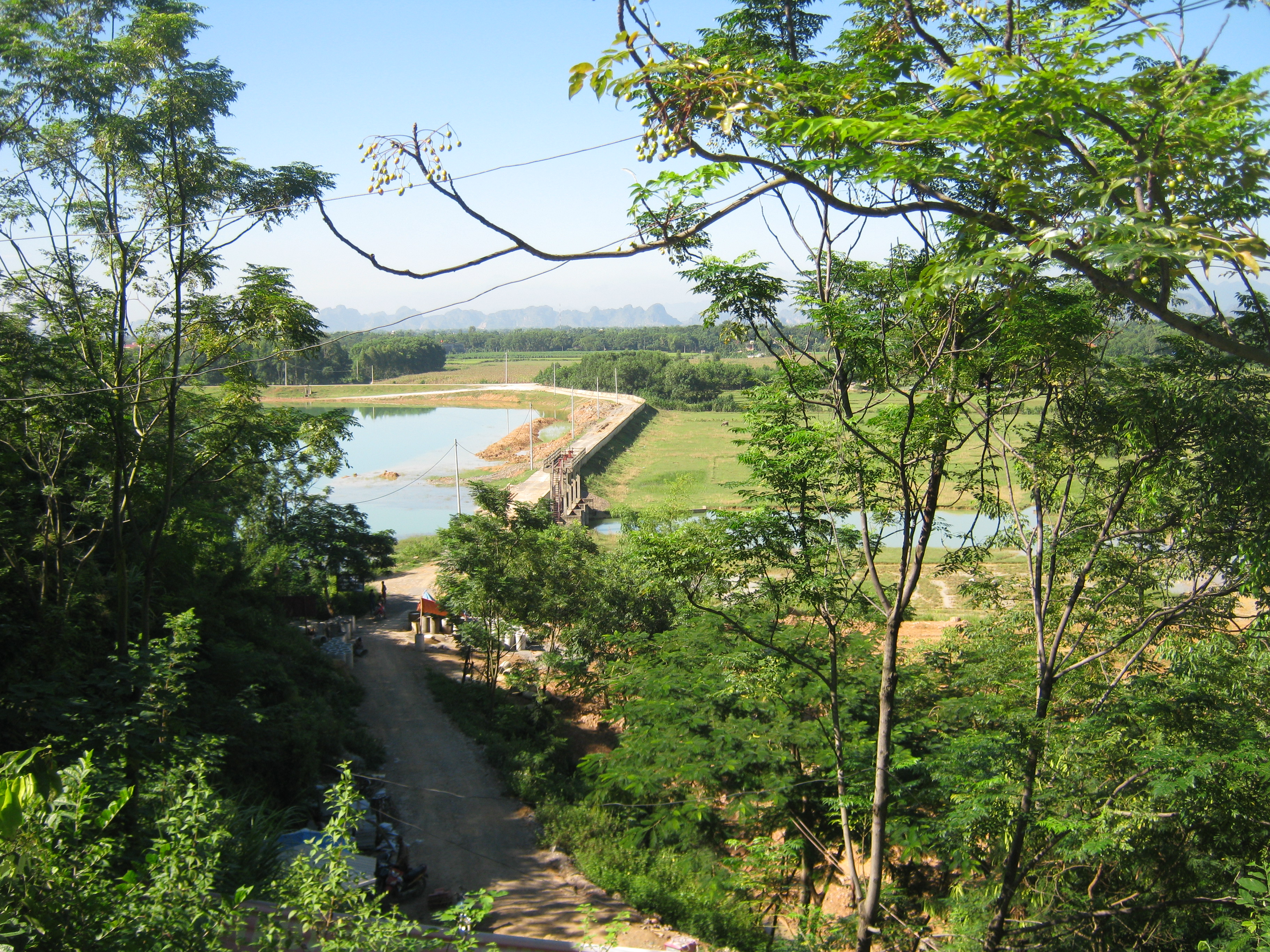
phía trước động
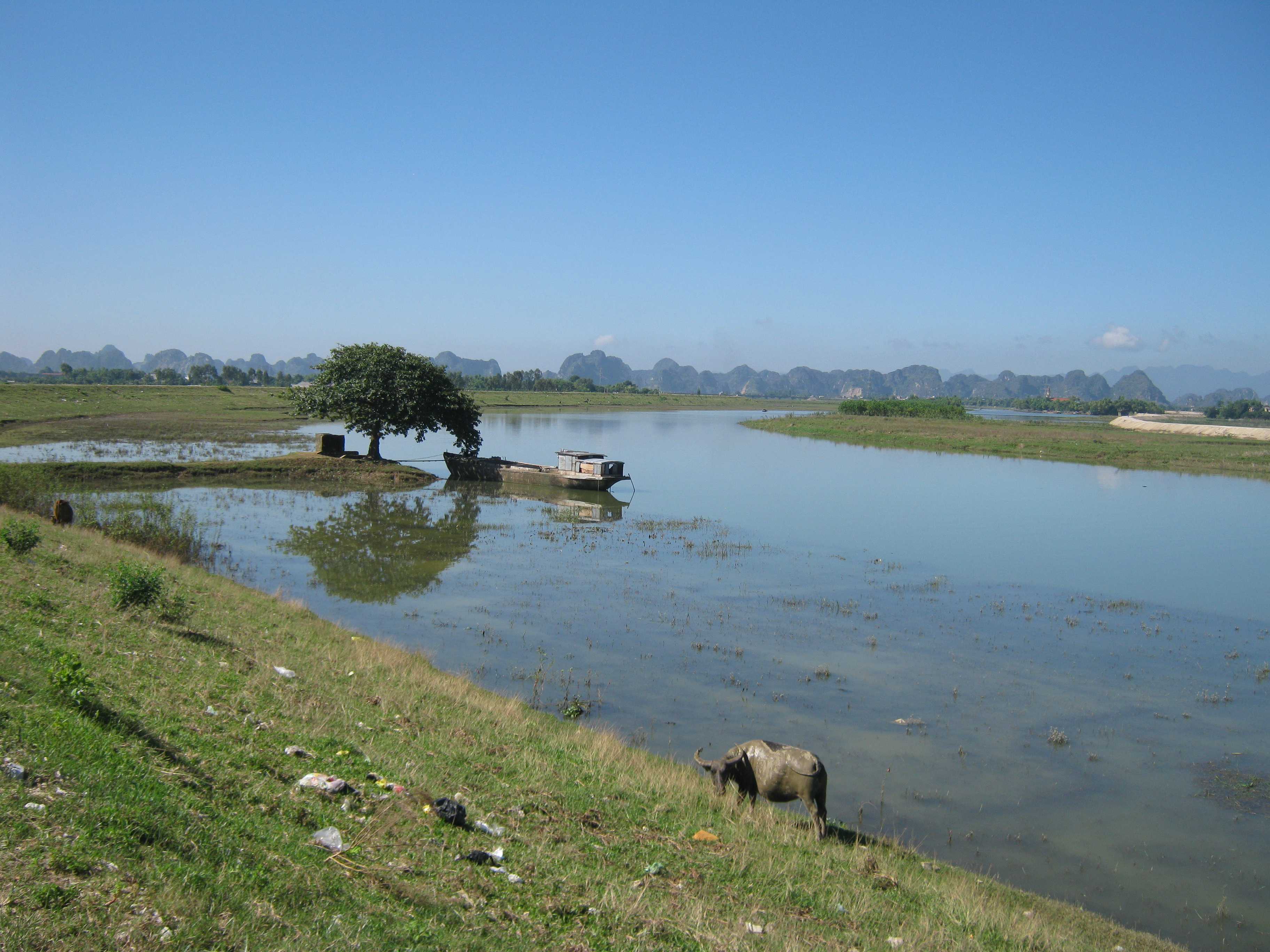
trên đường vào